# Gromada Ożarowice

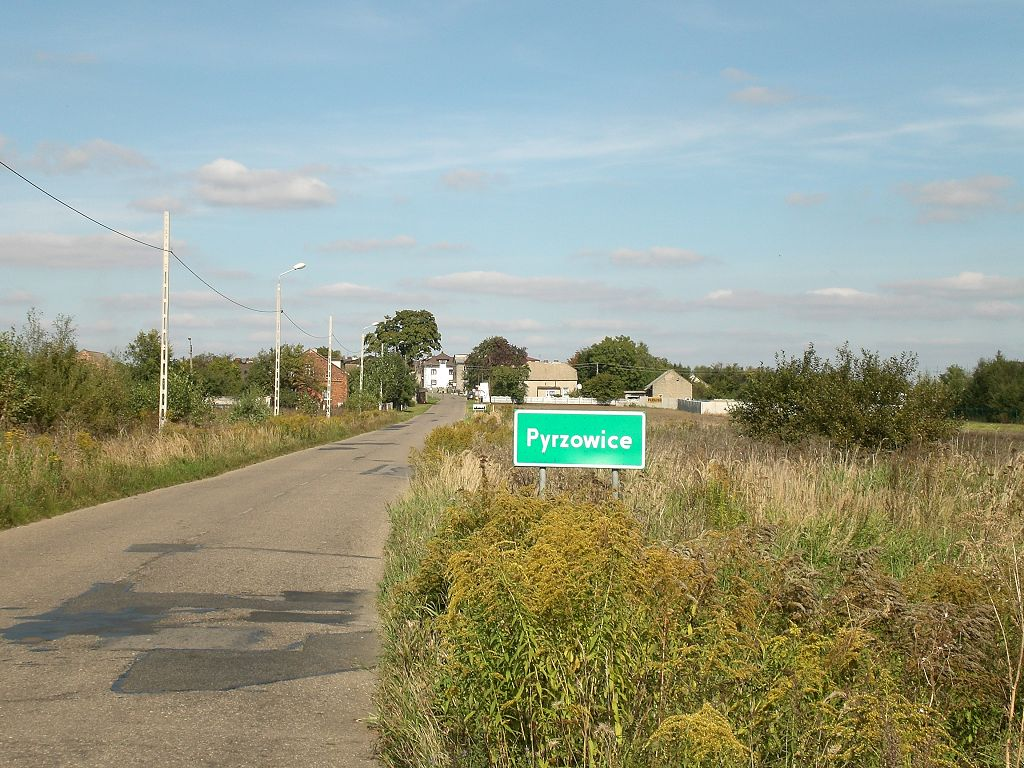
Pyrzowice

Gromada Ożarowice war eine Verwaltungseinheit in der Volksrepublik Polen zwischen 1954 und 1972. Verwaltet wurde die Gromada vom Gromadzka Rada Narodowa, dessen Sitz in Ożarowice befand und aus 17 Mitgliedern bestand.

Die Gromada Ożarowice gehörte zum Powiat Będziński in der Woiwodschaft Katowice (damals Stalinogród) und bestand aus zwei Sołectwa, Ożarowice und Pyrzowice. Zum 1. Januar 1957 wurde die Gromada Teil des Powiat Tarnogórski. Damit wurde die historische oberschlesisch-kleinpolnische Grenze administrativ verwischt. Am 1. Januar 1970 kam das Dorf Zendek zur Gromada Ożarowice.

Mit der Gemeindereform von 1972 wurde die Gromada zum 1. Januar 1973 aufgelöst und der Ort Ożarowice kam zur Gmina Tąpkowice.